# Distretto di Kolahun
Il distretto di Kolahun è un distretto della Liberia facente parte della contea di Lofa.